# Medemblik
Medemblik (pronúnciaⓘ; frísio ocidental: Memelik) é uma municipalidade e cidade na província da Holanda do Norte e na região da Frísia, no nordeste dos Países Baixos.
Foi reconhecida oficialmente como cidade em 1289. Em 1 de janeiro de 2007, fundiu-se com as cidades vizinhas de Noorder-Koggenland e Wognum, mas manteve o próprio nome na municipalidade resultante, mesmo tendo a menor população das três.
O nome da municipalidade deriva do rio Lek (Medemeleke); foi uma cidade-membro da Liga Hanseática, por isso teve o direito de representar a coroa do imperador no topo de seu brasão.
Havia um castelo em Medemblik até o início do século XVI, porém este foi destruído em 1517 pelo Arumer Zwarte Hoop ("Bando Negro de Arum"), comandado pelos guerreiro frísios Pier Gerlofs Donia e Wijerd Jelckama.
A nova bandeira de Medemblik foi adotada em 26 de março de 2007 e difere significativamente da antiga, feita quase 40 anos antes. As faixas que eram horizontais tornaram-se diagonais (em referência à bandeira da Frísia), e foi inserida a imagem de um castelo; as cores, no entanto, permanecem as mesmas.